# Дернова-Ярмоленко Августа Олександрівна
Августа Олександрівна Дернова-Ярмоленко (урожд. Дернова; 1869 — 1930) — російський лікар, педагог, літератор.

## З життєпису
Закінчила Медичний інститут в С.-Петербурзі. Редагувала та видавала журнали «Семейный вестник», «Семейное воспитание».
У книзі «Азбука матері» (серія «Бібліотека виховання, освіти і захисту дітей») детально описала догляд за дітьми різного віку в залежності від педагогічної, психологічної, гігієнічної та медичної освіченості батьків. Батькам подавалися прості, ясні, чіткі і достатньо вмотивовані основні принципи фізичного виховання і дотримання гігієни дітей.
Автор посібників з виховання дітей:
- Дневник матери (М., 1911),
- Азбуки матери. Первые уроки по уходу за ребенком (М., 1912),
- Психологические основы ручного труда (Пг., 1917),
- Педологические основы воспитания (Орел, 1924),
- Как организовать площадку для детей (М., 1925),
- Рефлексологический подход в педагогике (Л., 1925);
- Беседы с родителями о малом ребенке (Л., 1927),
- Четверть века женского медицинского образования (Харьков, 1928),
- Я учусь: Пособие для 1-го года обучения вспомогательной школы. Второе полугодие (М.-Л., 1928),
- Воспитание дошкольника (Л., 1929),
- Избалованный ребенок (Л., 1929).